# 細半齒脂鯉
細半齒脂鯉，為輻鰭魚綱脂鯉目脂鯉亞目半齒脂鯉科的其一種，分布於南美洲奧里諾科河、内格罗河、塔帕若斯河及马代拉河流域，體長可達16.3公分，棲息在底中層水域，生活習性不明，可做為觀賞魚。
其种加词来源于拉丁文“gracilis”，意为“纤细的”。